# Station de réception de Shoal Bay
La station de réception de Shoal Bay est une installation de la Direction australienne des signaux (ASD) consacrée au renseignement d'origine électromagnétique, dépendante du ministère de la Défense. Elle est située sur les rives de la baie de Shoal, à 19 km au nord-est de Darwin, dans le Territoire du Nord de l'Australie.

## Histoire
Pendant les années 1960, alors que la population de la ville de Darwin augmente considérablement, la marine royale australienne décide d'y établir une importante base navale soutenue par une station de transmission sans fil des communications. Afin de développer les capacités de la base, une autre station, dédiée à l'interception des signaux électromagnétiques, est mise en service entre 1975 et 1979,. 
L'un des principaux objectifs de la station est l'interception des communications par satellite indonésiennes. Dans ce cadre, les satellites de la série Palapa sont ciblés par les équipements du site,. En octobre 1975, le site intercepte un message radio de l'armée indonésienne confirmant l'exécution de cinq journaliste australiens, survenue en marge des évènements précédant l'invasion indonésienne du Timor oriental,.  
En 1999, du personnel supplémentaire est mobilisé pour la collecte d'informations sur les activités de l'armée et des groupes de milice associés dans les violences au Timor oriental, à la suite du référendum sur l’indépendance. 
En 2013 et 2014, les révélations du lanceur d'alerte Edward Snowden permettent d'identifier le rôle de la station au sein du réseau ECHELON, contribuant au programme de surveillance de la National Security Agency (NSA) baptisé XKeyscore. Des documents montrent que les interceptions concernent l'ensemble des réseaux téléphoniques indonésiens. 

## Installations

### Renseignement
La station est équipée d'un système radiogoniométrique Plessey CDAA HF/DF installé en 1977, et d'une capacité de surveillance des communications par satellite qui est devenue opérationnelle à la fin de l'année 1979,.
Selon une réponse à une question parlementaire de 2005, la station exploite à cette époque un total de dix-sept antennes. Le personnel est composé à la fois de militaires de la marine royale australienne, de l'armée de l'air australienne et de civils,. En 2007, il comptait 73 personnes, soit moins que les 85 employés en 2005 et les 120 à 150 personnes mobilisées lors de la crise au Timor oriental en 1999. 

### Météorologie
En octobre 2015, le Bureau de météorologie australien fait installer trois antennes de réception pour satellites météorologiques par l'intermédiaire d'un sous-traitant, Av-Comm. Ces équipements donnent accès à deux des séries chinoises de satellites géostationnaires Feng Yun-2, Feng Yun 2E et Feng Yun 2G, ainsi qu'au service HimawariCast de l'agence météorologique du Japon, diffusé à partir d'un satellite Himawari 8.